# Serbia ai XXI Giochi olimpici invernali
La Serbia ha partecipato ai XXI Giochi olimpici invernali, che si sono svolti a Vancouver in Canada dal 12 al 28 febbraio 2010, con una delegazione di 10 atleti. È stata la prima partecipazione del paese ai Giochi invernali, in quanto nella precedente edizione i suoi atleti avevano gareggiato come rappresentanti della Serbia e Montenegro.

## Biathlon
| Gara              | Atleta           | Penalità    | Tempo d'arrivo | Posizione |
| ----------------- | ---------------- | ----------- | -------------- | --------- |
| 10 km sprint      | Milanko Petrovic | 4 (1+3)     | 28'38"9        | 81        |
| 20 km individuale | Milanko Petrovic | 7 (2+1+2+2) | 59'44"0        | 87        |

## Bob
| Gara                   | Equipaggio                                                  | Manche 1 | Manche 2 | Manche 3 | Manche 4 | Totale  | Posizione |
| ---------------------- | ----------------------------------------------------------- | -------- | -------- | -------- | -------- | ------- | --------- |
| Bob a quattro maschile | Slobodan Matijevic Vuk Ragjenovic Igor Sarcevic Milos Savic | 52"37    | 52"40    | 52"84    | 52"74    | 3'30"35 | 18        |

## Sci alpino
| Gara    | Atleta            | 1° manche  | 2° manche   | Tempo totale | Posizione  |
| ------- | ----------------- | ---------- | ----------- | ------------ | ---------- |
| Slalom  | Nevena Ignjatovic | 55"27      | 55"21       | 1'50"48      | 32         |
| Slalom  | Jelena Lolović    | 1'05"67    | non partita |              |            |
| Slalom  | Marija Trmčić     | non finito |             |              |            |
| Gigante | Nevena Ignjatović | 1'20"04    | 1'17"47     | 2'37"51      | 39         |
| Gigante | Jelena Lolović    | 1'20"03    | 1'14"51     | 2'34"54      | 33         |
| Super-g | Nevena Ignjatović | non finito | non finito  | non finito   | non finito |
| Super-g | Jelena Lolović    | 1'26"67    | 1'26"67     | 1'26"67      | 30         |

## Sci di fondo
| Gara                   | Atleta         | Tempo d'arrivo | Posizione |
| ---------------------- | -------------- | -------------- | --------- |
| 15 km a tecnica libera | Amar Garibovic | 40'12"0        | 80        |

| Gara                   | Atleta         | Tempo d'arrivo | Posizione |
| ---------------------- | -------------- | -------------- | --------- |
| 10 km a tecnica libera | Belma Šmrković | 35'47"4        | 78        |